# Eucosma agnatana
Eucosma agnatana is een vlinder uit de familie bladrollers (Tortricidae). De wetenschappelijke naam is voor het eerst geldig gepubliceerd in 1872 door Christoph.
De soort komt voor in Europa.